# Ripi
Ripi è un comune italiano di 5 021 abitanti della provincia di Frosinone nel Lazio.

## Geografia fisica

### Territorio
Sorge lungo la via Casilina (l'antica via Latina), tra le propaggini meridionali dei Monti Ernici e la valle del Liri e del Sacco a circa 10 km a sud-est del capoluogo Frosinone.

### Clima
Classificazione climatica: zona E, 2150 GR/G

## Storia
Di origine volsca, fu conquistata dagli Ernici per poi diventare nel 306 a.C. colonia romana. Dopo la caduta di Roma e le successive invasioni barbariche, Ripi entrò subito a far parte del dominio temporale del Papa sotto l'amministrazione della diocesi di Veroli.
Con la discesa di Carlo Magno in Italia, anche Ripi subì il processo di feudalizzazione e fu governata dai missi dominici (Comes) inviati dal Papa. Le lotte all'interno della Curia tra le famiglie romane, permisero l'estinzione dell'autorità dei Comes e al territorio della diocesi di godere di ampia autonomia.
Arroccato all'interno delle mura per sfuggire alle orde di invasori che percorrevano la via Latina (Saraceni, Ungari, Normanni); il castello di Ripi fu concesso dal vescovo di Veroli a titolo di feudo per la prima volta nel 1025 e fu oggetto di dispute tra le famiglie feudatarie per il suo possesso. Ai primi feudatari, i Roffredo di Veroli, seguirono i Caetani e una serie di signori locali che redassero uno statuto cittadino nel 1331.
Con le Costituzioni egidiane, Ripi passò sotto il diretto controllo della Chiesa e nel 1410 fu la volta dei Colonna che tennero il paese, fra alterne vicende, fino al 1816.
Entrata a far parte del Regno d'Italia nel 1870, Ripi fece parte della provincia di Roma fino all'istituzione di quella di Frosinone nel 1926.
Durante la seconda guerra mondiale fu occupato dopo l'8 settembre 1943 dall'esercito tedesco per essere liberato dalle forze anglo-americane il 29 maggio 1944.

### Simboli
Lo stemma e il gonfalone sono stati concessi con decreto del presidente della Repubblica del 31 maggio 1999.
Il gonfalone è un drappo di azzurro, riccamente ornato di ricami d'argento.

## Monumenti e luoghi d'interesse

### Architetture religiose
- Chiesa del SS. Salvatore del XVII secolo
- Chiesa di San Rocco, con la torre medievale
- Chiesa dei Santi Bartolomeo e Agostino, nella quale si trova la tela del Martirio di san Bartolomeo dell'artista polacco Taddeo Kuntze

### Siti archeologici
Nel territorio di Ripi, in località San Silvestro, vi è la zona archeologica con tombe del periodo dei Volsci.

## Società

### Evoluzione demografica
Abitanti censiti

## Cultura

### Istruzione

#### Musei
In Via Meringo Alto, vi è il Museo dell'Energia di Ripi, aperto al pubblico dal 2009, nato dal recupero di due manufatti dismessi, un mattatoio e un lavatoio. È insieme un laboratorio didattico e un museo geologico-scientifico che illustra il complesso mondo dell'energia, in particolar modo racconta la storia dei pozzi petroliferi del paese di Ripi.

### Teatro
In piazza Luciano Manara, adiacente ai locali del municipio, si trova il Teatro Comunale "Vittorio Gassman". Si tratta di un piccolo teatro di 99 posti, un tempo sala cinematografica poi convertita in teatro. Si svolgono diverse manifestazioni l'anno durante la stagione teatrale, solitamente da settembre a maggio.

## Economia
Di seguito la tabella storica elaborata dall'Istat a tema "Unità locali", intesa come numero di imprese attive, ed addetti, intesi come numero di addetti delle imprese locali attive (valori medi annui).
|           | 2015                  |                              |                            |                |                       |                     | 2014                  |                | 2013                  |                |
| --------- | --------------------- | ---------------------------- | -------------------------- | -------------- | --------------------- | ------------------- | --------------------- | -------------- | --------------------- | -------------- |
|           | Numero imprese attive | % Provinciale Imprese attive | % Regionale Imprese attive | Numero addetti | % Provinciale Addetti | % Regionale Addetti | Numero imprese attive | Numero addetti | Numero imprese attive | Numero addetti |
| Ripi      | 307                   | 0,91%                        | 0,07%                      | 719            | 0,67%                 | 0,01%               | 69                    | 114            | 69                    | 123            |
| Frosinone | 33.605                |                              | 7,38%                      | 106.578        |                       | 6,92%               | 34.015                | 107.546        | 35.081                | 111.529        |
| Lazio     | 455.591               |                              |                            | 1.539.359      |                       |                     | 457.686               | 1.510.459      | 464.094               | 1.525.471      |

Nel 2015 le 307 imprese operanti nel territorio comunale, che rappresentavano lo 0,91% del totale provinciale (33.605 imprese attive), hanno occupato 719 addetti, lo 0,67% del dato provinciale; in media, ogni impresa nel 2015 ha occupato due addetti (2,34).

## Amministrazione
Nel 1927, a seguito del riordino delle circoscrizioni provinciali stabilito dal regio decreto n. 1 del 2 gennaio 1927, per volontà del governo fascista, quando venne istituita la provincia di Frosinone, Ripi passò dalla provincia di Roma a quella di Frosinone.

## Sport

### Tennis
È presente un circolo affiliato alla Federazione Italiana Tennis: ASD CT Castello.